# Васильчиково (участок, Владимирская область)
Васильчиково — населённый пункт (участок) в Гороховецком районе Владимирской области России, входит в состав Денисовского сельского поселения.

## География
Населённый пункт расположен в 21 км на восток от центра поселения посёлка Пролетарский и в 18 км на юго-запад от Гороховца, в 1 км от деревни Васильчиково.

## История
Населённый пункт основан в начале 30-х годов XX века. С 2005 года в составе Денисовского сельского поселения.

## Население
| 2002 | 2010 | 2021 |
| ---- | ---- | ---- |
| 149  | ↘93  | ↘83  |